# ماريو كولونا
ماريو إستيفيز كولونا (بالبرتغالية: Mário Coluna) (6 أغسطس 1935 في مابوتو) لاعب كرة قدم برتغالي ذو أصول موزامبيقية كان يجيد اللعب في مركز الظهير الأيسر .
بدأ كولونا مسيرته الرياضية في نادي ديسبورتيفو لورينكو ماركيز الموزامبيقي ثم انتقل إلى نادي بنفيكا البرتغالي سنة 1954 . ساهم في تحقيق النادي بطولة دوري الدرجة الممتازة 10 مرات مواسم 1954-1955 ، 1956-1957 ، 1959-1960 ، 1960-1961 ، 1962-1963 ، 1963-1964 ، 1964-1965 ، 1966-1967 ، 1967-1968 ، و1968-1969 وبطولة كأس البرتغال 6 مرات سنوات 1955 ، 1957 ، 1959 ، 1962 ، 1964 ، و1969 وبطولة دوري أبطال أوروبا مرتين 1961 و1962 ووصافة البطولة 3 مرات 1963 ، 1965 ، و1968 واستلم شارة القيادة اعتبارا من سنة 1967 . في 8 ديسمبر 1970 شارك كولينا في آخر مباراة له مع نادي بنفيكا على ملعب الأضواء وفي حضور نجوم اللعبة آنذاك يوهان كرويف ، جيوف هورست ، بوبي مور ، لويس سواريز ، وآخرون . في سنة 1970 انتقل إلى نادي ليون الفرنسي وبعد سنتين قرر اعتزال لعب كرة القدم نهائيا .
على المستوى الدولي شارك كولونا في 57 مباراة دولية مع منتخب البرتغال مسجلا 8 أهداف . أول مباراة دولية كانت في 4 مايو 1955 أمام منتخب اسكتلندا وديا وانتهت بالخسارة 0-3 أما آخر مباراة دولية كانت في 11 ديسمبر 1968 أمام منتخب اليونان ضمن تصفيات بطولة كأس العالم لكرة القدم 1970 وانتهت أيضا بالخسارة 2-4 . كولونا كان قائد منتخب بلاده في نهائيات بطولة كأس العالم لكرة القدم 1966 التي أقيمت في إنجلترا والتي احتل فيها المركز الثالث .

## المباريات النهائية لبطولة دوري أبطال أوروبا
شارك كولونا في 5 مباريات نهائية لبطولة دوري أبطال أوروبا . الأولى كانت في سنة 1961 وتغلب فيها على نادي برشلونة الإسباني 3-2 في مدينة بيرن السويسرية . سجل كولونا هدف رائع من مسافة بعيدة بينما كان نادي برشلونة يضم في صفوفه لاعبين كبار أمثال لاديسلاو كوبالا ، ساندور كوشيتش ، وزولتان زيبور . المباراة النهائية الثانية كانت في السنة التالية في مواجهة نادي ريال مدريد الإسباني الذي سبق له الفوز بالبطولة 5 مرات . سجل كولونا مجددا وقاد فريقه للفوز بنتيجة 5-3 . المباريات النهائية الثلاث تعرض فيها نادي بنفيكا للخسارة . على ملعب ويمبلي واجه كولونا نادي إيه سي ميلان الإيطالي الذي كان يضم في صفوفه جيوفاني تراباتوني الذي عين لاحقا مدربا لنادي بنفيكا موسم 2004-2005 وأصبح معشوق النادي . في هذه المباراة تعرض كولونا للإصابة حيث عرقله تراباتوني بعنف وخسر نادي بنفيكا بنتيجة 1-2 . في سنة 1965 واجه كولينا نادي إنتر ميلان الإيطالي الذي كان يضم في صفوفه لاعبين كبار أمثال جاشينتو فاكيتي ، لويس سواريز ، وساندرو مازولا بينما كان يقوده المدرب الأرجنتيني هيلينيو هيريرا وخسر النادي البرتغالي بهدف نظيف . في سنة 1968 واجه كولينا للمرة الأخيرة نادي مانشستر يونايتد الإنجليزي بقيادة الكبار بوبي تشارلتون ، جورج بيست ، بريان كيد، والمدير الفني الاسكتلندي مات بسبي الذين استطاعوا التفوق بنتيجة كبيرة قوامها 4-1 .

## اتحاد موزامبيق لكرة القدم
بعدما حصلت موزامبيق على استقلالها في سنة 1975 تم تعيين كولونا رئيسا لاتحاد موزامبيق لكرة القدم ثم عين وزيرا للرياضة من 1994 إلى 1999 .

## روابط خارجية
- ماريو كولونا على موقع IMDb (الإنجليزية)
- ماريو كولونا على موقع الاتحاد الدولي (مؤرشف)  (الإنجليزية)
- ماريو كولونا على موقع قاعدة بيانات كرة القدم.إي يو (الإنجليزية)
- ماريو كولونا على موقع ناشيونال فوتبول تيمز (الإنجليزية)